# Martin Borrmann
Martin Borrmann (* 10. September 1895 in Rößel, Ostpreußen; † 30. November 1974 in West-Berlin) war ein deutscher Schriftsteller und Hörspielautor.

## Leben
Als Sohn eines Pfarrers studierte Borrmann erst Medizin und dann Literaturwissenschaft an der Albertus-Universität Königsberg, der Friedrich-Wilhelms-Universität zu Berlin, Rheinischen Friedrich-Wilhelms-Universität Bonn und der Ludwig-Maximilians-Universität München. Von 1929 bis 1933 war er Dramaturg bei Leopold Jessner am Neuen Schauspielhaus (Königsberg) und bei der Ostmarken Rundfunk AG. Für den Reichssender Königsberg schrieb er drei einstündige Wortsendungen zu ostpreußischen Suiten von Otto Besch. Im Zweiten Weltkrieg war er Sanitäter. Mit den Beiträgen über Masuren, das Samland und die Kurische Nehrung schuf er sich die Grundlage für die Arbeit in der Nachkriegszeit in Deutschland. Eine neue Bleibe fand er in Berlin. Er verfasste Hörspiele, edierte Anthologien und gab von 1958 bis 1973 für Gräfe und Unzer den Ostpreußenkalender heraus. Seit 1958 gelähmt, schrieb er 1960 sein Meisterwerk Trampedank. Im Hörfunk und im Ostpreußenblatt berichtete er über Ostpreußen.

## Werke
- Venus mit dem Orgelspieler, 1922
- Die Mißhandlung, 1924
- Sunda – eine Reise durch Sumatra, 1925 (auch in Niederländisch)[3]
- Der Don Juan der halben Dinge, 1925
- mit Gerhard Bohlmann: Chaos bei Tinzkauers, Lustspiel[4]
- Frühe Schuld (Erzählungen), 1926
- Ostpreussen. Berichte und Bilder. Atlantis, Berlin / Zürich 1935; Nachdruck: Weidlich, Frankfurt am Main 1982, ISBN 3-8035-1181-X.
- Uhlenflucht – unheimliche Geschichten aus Ostpreußen[5]
- Königsberg – ein Buch der Erinnerungen, Gräfe und Unzer, München 1955; 4. Auflage: Königsberg – geliebt und unvergessen. Bilder und Gedanken der Erinnerung. Rautenberg, Leer 1991, ISBN 978-3-7921-0473-6.
- Trampedank oder Das Glück der Pechvögel Roman, Lettner, Berlin / Stuttgart 1960, DNB 57248142X.[6]
- mit Otto Dikreiter: Leben in Ostpreussen : Erinnerungen aus 9 Jahrzehnten, Gräfe und Unzer Verlag, München 1963, DNB-Link

Hörspiele
Simon Dach
Der 18. Januar 1701
Eine Nacht im Blutgericht

## Ehrungen
- Kulturpreis der Landsmannschaft Ostpreußen (1962)